# Brève d'Ussher
Espèce
Synonymes
- Pitta ussheri Gould, 1877
(protonyme)

La Brève d'Ussher (Erythropitta ussheri) est une espèce de passereaux de la famille des Pittidae.

## Répartition

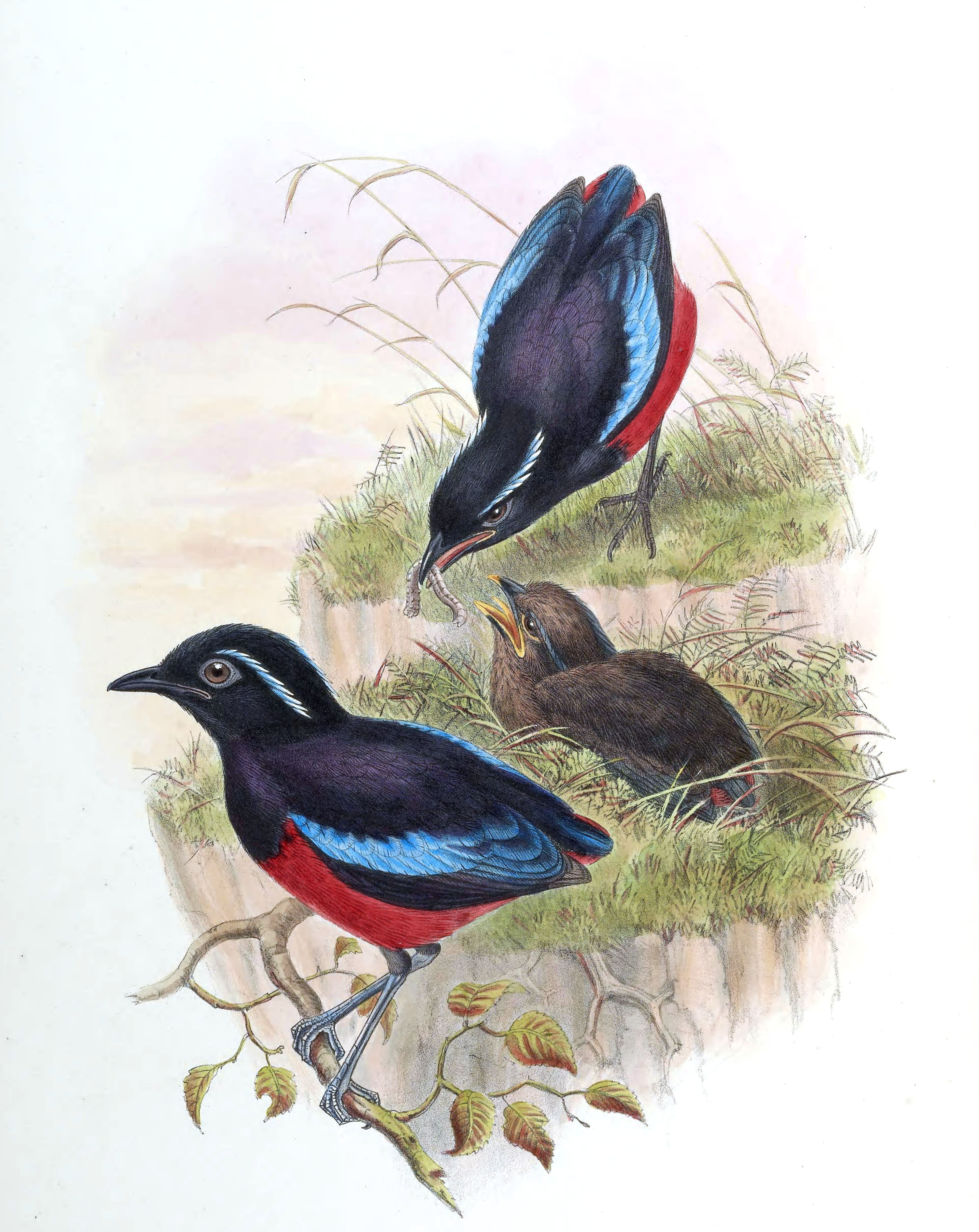

Cet oiseau peuple le nord-est de Bornéo.